# Championnats d'Afrique de gymnastique artistique 1994
Navigation
Casablanca 1992 Walvis Bay 1998
La 3e édition des championnats d'Afrique de gymnastique artistique se déroule du 3 au 8 octobre 1994 au Wembley Indoor Sports Complex de Johannesbourg, en Afrique du Sud,.
La compétition se déroule conjointement avec les Championnats d'Afrique de gymnastique rythmique 1994. 

## Résultats
Les résultats sont incomplets.

### Seniors hommes
| Épreuves                     | Or                       | Argent         | Bronze |
| ---------------------------- | ------------------------ | -------------- | ------ |
| Concours général par équipes | Algérie                  | Afrique du Sud |        |
| Concours général individuel  | Yacine Othmani 52,30 pts |                |        |
| Sol                          | Kalid Sadir              |                |        |
| Cheval d'arçons              | Yacine Othmani           |                |        |
| Anneaux                      | Driss Alaoui             |                |        |
| Saut de cheval               | Kalid Sadir              |                |        |
| Barres parallèles            | Adrian Steyn             |                |        |
| Barre fixe                   | Dewald Laubscher         |                |        |

### Seniors femmes
| Épreuves                     | Or               | Argent           | Bronze                         |
| ---------------------------- | ---------------- | ---------------- | ------------------------------ |
| Concours général par équipes | Afrique du Sud   | Maroc            | Égypte                         |
| Concours général individuel  | Heidi Oosthuizen | Joanne West      | Ilse Roets                     |
| Sol                          | Joanne West      | Rita Ghatas      | Heidi Oosthuizen               |
| Saut de cheval               | Joanne West      | Rita Ghatas      | Karima Sahlal Naïma El Ghouati |
| Barres asymétriques          | Joanne West      | Naïma El Ghouati | Mai Mohammed                   |
| Poutre                       | Heidi Oosthuizen | Karima Sahlal    | Ilse Roets                     |

## Source
- Le quotidien algérien  arabophone Echaab du lundi 2 janvier 1995 page 21 (bilan de l'année sportive 1994)